# 坂本清美
坂本 清美（さかもと きよみ、1969年10月12日 - ）は、日本の元女子バレーボール選手。

## 来歴
大阪府豊中市出身。小学5年から「なんとなく」バレーボールを始める。四天王寺高等学校を経て、1988年に実業団リーグの東洋紡（当時）に入部。ジュニア代表として、アジアジュニア選手権（優勝）や世界ジュニア選手権（3位）などに貢献。1990年、全日本に初めて選出され、世界選手権に出場した。ダイエー移籍後の1996年には、アトランタオリンピックに出場した。
東洋紡では鈴木晶子と共に2枚看板として活躍、チームを支えた。スター軍団的チームであったダイエーに移籍後は控えに回る事が増えたが、要所で起用される等、チームに欠かせない戦力であった。
1998年、ダイエー休部騒動の中で優勝を果たした第4回Vリーグを最後に現役引退。その後は仕事の傍ら、バレーボール教室やテレビ中継の解説等、バレーボールに携わる活動も続けている。

## 球歴
- 全日本代表 - 1990年、1996年
- 全日本代表としての主な国際大会出場歴
  - オリンピック - 1996年
  - 世界選手権 - 1990年

## 所属チーム
- 大阪府豊中市立第四中学校
- 長吉六反中学
- 四天王寺高校
- 東洋紡（1988-1994年）
- ダイエーオレンジアタッカーズ（1994-1998年）

## 受賞歴
- 1991年 - 第24回日本リーグ 猛打賞